# Салле-Ламонж, Себастьян
Себастьян Салле-Ламонж (фр. Sébastien Salles-Lamonge; 28 января 1996 года, Тарб, Франция) — французский футболист, полузащитник клуба «Бастия».

## Клубная карьера
Себастьян начал заниматься футболом в семь лет, в клубе «Семеак», откуда, пройдя транзитом через городскую академию «Тарб», очутился в одной из ведущих французских академий — «Ренне», где обучался до 2014 года. С того момента стал игроком второй команды. 31 августа 2013 года дебютировал в ней в поединке против «Стад Бриошен». Всего за вторую команду провёл 31 матч, забил десять мячей. Стал основным игроком в сезоне 2015/2016, проведя 19 матчей и отличившись 10 раз.
После зимнего перерыва стал привлекаться к главной команде. 12 февраля 2016 года в поединке против «Анже» дебютировал в Лиге 1, выйдя в стартовом составе и сыграв до перерыва. Всего в дебютном сезоне провёл три встречи.
16 августа 2016 года был отдан в аренду в «Гавр» на сезон.
18 августа 2018 года присоединился к испанской команде «Депортиво Фабриль» из Сегунды Б.
В мае 2019 года Салле-Ламонж вернулся во Францию, подписав с клубом «Бастия» однолетний контракт с возможностью продления ещё на год.

## Карьера в сборной
Привлекался в сборные Франции до 18 и до 20 лет.